# Say You Do (Sigala)
Say You Do è un singolo del DJ e produttore britannico Sigala, pubblicato il 18 marzo 2016 come terzo estratto dal primo album in studio Brighter Days.
Il singolo ha visto la collaborazione della cantante britannica Imani Williams e del DJ britannico DJ Fresh.

## Il brano
Nel brano è presente un campionamento tratto dalla canzone Always Be My Baby di Mariah Carey.

## Tracce
Download digitale
1. Say You Do (feat. Imani & DJ Fresh) – 3:39